# Király suli
A Király suli amerikai televíziós rajzfilmsorozat, amit a Disney Channel adott. A sorozat az Eszeveszett birodalom szereplőin alapul és ennek a videón megjelent folytatásán, az Eszeveszett birodalom 2. – Kronk, a királyon. A sorozat a fiatal (és pimasz) uralkodó, Kuzco kalandjait követi, mikor befejezi a tanulmányait annak érdekében, hogy visszatérhessen a trónra, mialatt Yzmának, mint az iskola igazgatójának semmi akadálya sincs, hogy leállítsa Kuzcót.

## Szereplők
- J. P. Manoux – Kuzco (Magyar hangja: Pálmai Szabolcs)
- Jessica DiCicco – Malina
- Fred Tatasciore – Pacha (1. évad)
- John Goodman – Pacha (2. évad)
- Wendie Malick – Chicha
- Jessie Flower – Chaca
- Shane Baumel – Tipo
- Eartha Kitt – Yzma/Amzy
- Patrick Warburton –  Kronk
- Curtis Armstrong – Mr. Moleguaco
- Bob Bergen – Bucky
- Rip Taylor – The Royal Record Keeper

## Epizódok
A sorozat 2 évadon és 52 epizódon át futott és az utolsó részével végzett, ami felpakolta a cselekményt
| Évad    | Ep # | Első epizód      | Utolsó epizód      |
| ------- | ---- | ---------------- | ------------------ |
| 1. évad | 21   | 2006. január 27. | 2006. november 11. |
| 2. évad | 31   | 2007. június 23. | 2008. november 20. |

## Adás
A Király sulit adták a Disney XD-n, az ABC-n és része volt az ABC Kids programblokknak.  Kanadaban jelenleg is adja a Disney XD.